# Climent Bové
 (janvier 2021).
La mise en forme du texte ne suit pas les recommandations de Wikipédia : il faut le « wikifier ».
Les points d'amélioration suivants sont les cas les plus fréquents :
- Les titres sont pré-formatés par le logiciel. Ils ne sont ni en capitales, ni en gras.
- Le texte ne doit pas être écrit en capitales (les noms de famille non plus), ni en gras, ni en italique, ni en « petit »…
- Le gras n'est utilisé que pour surligner le titre de l'article dans l'introduction, une seule fois.
- L'italique est rarement utilisé : mots en langue étrangère, titres d'œuvres, noms de bateaux, etc.
- Les citations ne sont pas en italique mais en corps de texte normal. Elles sont entourées par des guillemets français : « et ».
- Les listes à puces sont à éviter, des paragraphes rédigés étant largement préférés. Les tableaux sont à réserver à la présentation de données structurées (résultats, etc.).
- Les appels de note de bas de page (petits chiffres en exposant, introduits par l'outil «  Source ») sont à placer entre la fin de phrase et le point final[comme ça].
- Les liens internes (vers d'autres articles de Wikipédia) sont à choisir avec parcimonie. Créez des liens vers des articles approfondissant le sujet. Les termes génériques sans rapport avec le sujet sont à éviter, ainsi que les répétitions de liens vers un même terme.
- Les liens externes sont à placer uniquement dans une section « Liens externes », à la fin de l'article. Ces liens sont à choisir avec parcimonie suivant les règles définies. Si un lien sert de source à l'article, son insertion dans le texte est à faire par les notes de bas de page.
- La présentation des références doit suivre les conventions bibliographiques. Il est recommandé d'utiliser les modèles {{Ouvrage}}, {{Chapitre}}, {{Article}}, {{Lien web}} et/ou {{Bibliographie}}. Le mode d'édition visuel peut mettre en forme automatiquement les références.
- Insérer une infobox (cadre d'informations à droite) n'est pas obligatoire pour parachever la mise en page.

Pour une aide détaillée, merci de consulter Aide:Wikification.
Si vous pensez que ces points ont été résolus, vous pouvez retirer ce bandeau et améliorer la mise en forme d'un autre article.
Climent Bové (dates de mort et naissance inconnues) a été un dirigeant ouvrier catalan. Il a été président de la Fédération des Trois Classes de Vapeur de mai de 1870 à janvier de 1872.

## Activité
Il aurait commencé sa carrière dans les années 1840-1846, au moment où étaient fondés les premières sociétés ouvrières catalanes, à l'instar de la Sociedad Mutua de Tejedores de Barcelona (1840-1843). 
En 1868, au nom de la Direction Centrale des Sociétés Ouvrières de Barcelone, il signa un appel "Aux ouvriers de Catalogne" (A los obreros de Cataluña), promouvant la fondation d'un congrès ouvrier catalan. 
Il assista au congrès fondateur de la Federation Régionale Espagnole de la AIT, à Barcelone, le juin de 1870, en qualité de délégué de la Fédération des Trois Classes de Vapeur de Barcelone de laquelle il était président. À cette occasion, il se serait exprimé essentiellement en catalan en se disant "plus versé dans cette langue". 
Il joua un rôle important dans les troubles liés à l'épisode de la Commune qui agitèrent Barcelone en 1871. Il mena au début de cette année une grande grève contre la filature des frères Batllo. En effet, l'entreprise Batllo frères voulu rendre le prix de ses toiles plus compétitives en adoptant, d'une part, un nouveau modèle de métier à tisser mécanique plus efficace et en recourant, d'autre part, à une politique de baisse des salaires fondée sur l'embauche d'une main d’œuvre féminine moins bien rémunérée. Bové et les Trois Classes de Vapeur étaient absolument opposés à cette stratégie entrepreneuriale et tentèrent donc de l'infléchir par une grève. Parallèlement, il prit publiquement position pour les Communards en cosignant un Manifiesto de algunos partidarios de la «Commune» a los poderosos de la tierra, paru dans les colonnes du journal internationaliste La Federación. 
Craignant que ces troubles ne soient le préalable à une insurrection sur le modèle parisien, les autorités espagnoles réprimèrent les leaders ouvriers et c'est ainsi qu'en avril 1871 Climent Bové fut incarcéré au château de Montjuic. Il sort de prison en septembre, à la faveur des lois d'amnistie.